# Phaegorista bicurvata
Phaegorista bicurvata là một loài bướm đêm trong họ Erebidae.